# Saugatuck River
Der Saugatuck River ist ein 38 km (23,7 mi) langer Fluss im Südwesten von Connecticut. Sein Einzugsgebiet umfasst Teile von Fairfield County westlich von Bridgeport. Er mündet östlich von Norwalk in den Long Island Sound.
Die USS Saugatuck (AO-75), ein Versorgungsschiff der United States Navy wurde nach dem Fluss benannt.

## Geographie
Der Saugatuck River entspringt in der Nähe des Spruce Mountain (272 m) im Nordwesten des Wooster Mountain State Park, durchquert den Park in südöstlicher Richtung zum Sugar Hollow Pond. Dort tritt er, etwa 5 km südwestlich von Danbury wieder aus dem Teich aus und fließt weiter nach Südosten. Sobald er das Gemeindegebiet von Redding erreicht, beginnt er größere Windungen zu vollführen und eine ganze Reihe kleiner Zuflüsse vergrößert sein Volumen. Er passiert das Saugatuck Falls Natural Area (⊙) und den Stormfield-Park, bevor er zum Saugatuck Reservoir (⊙, 86 m) aufgestaut wird. Dieses Reservoir bildet die Grenze zwischen Redding und Weston, südwestlich grenzt das Devil's Den Nature Preserve an. Viele weiter kleine Flüsse senden ihre Wasser, die vom  Samuel P. Senior Damm aufgestaut werden. Danach wendet sich der fluss stärker nach Süd-Südwest. Der Devils Glen Park schließt sich unterhalb des Staudamms an. In Westport verbreitert sich der Saugatuck zu einem schiffbaren Ästuar. Er ist auf den letzten 8 km schiffbar und ergießt sich etwa 6 km südöstlich von Norwalk in den Long Island Sound. Die Interstate 95 überquert den Fluss in der Nähe seiner Mündung.
Der Fluss ist relativ flach und deshalb ein beliebtes saisonales Ziel für Angler. Er wird vom Staat Connecticut jährlich mit Regenbogenforellen bestückt.

### Nebenflüsse
In dem hügeligen Gebiet von Fairfield County fließen dem Saugatuck viele kleine Flüsse und Bäche zu. Oft ist es auf Karten nicht eindeutig auszumachen, welche Richtung die kleinen Gewässer einschlagen. Zu den linken Nebenflüssen gehören: West Redding Brook, Little River, Gilbert Brook, Hawleys Brook und der Grays Creek. Rechte Nebenflüsse sind Blackmans Pond Brook, Moffits Brook, Beaver Brook, Kettle Creek, Stony Brook und andere.

### Brücken
Die dichte Besiedlung der Flussregion führt dazu, dass eine große Anzahl an Brücken über den Fluss geschlagen wurden. In Westport  überquert die Route 136 den Fluss auf der Saugatuck River Bridge. Diese wurde 1882 erbaut und ist die älteste erhaltene bewegliche Brücke in Connecticut. Der bewegliche Teil besteht aus einem handgetriebenen Arm mit zwei Trägern. Die Brücke ersetzte eine hölzerne Konstruktion von 1873. Davor gab es nur eine Fähre, die 1746 eingeführt worden war.

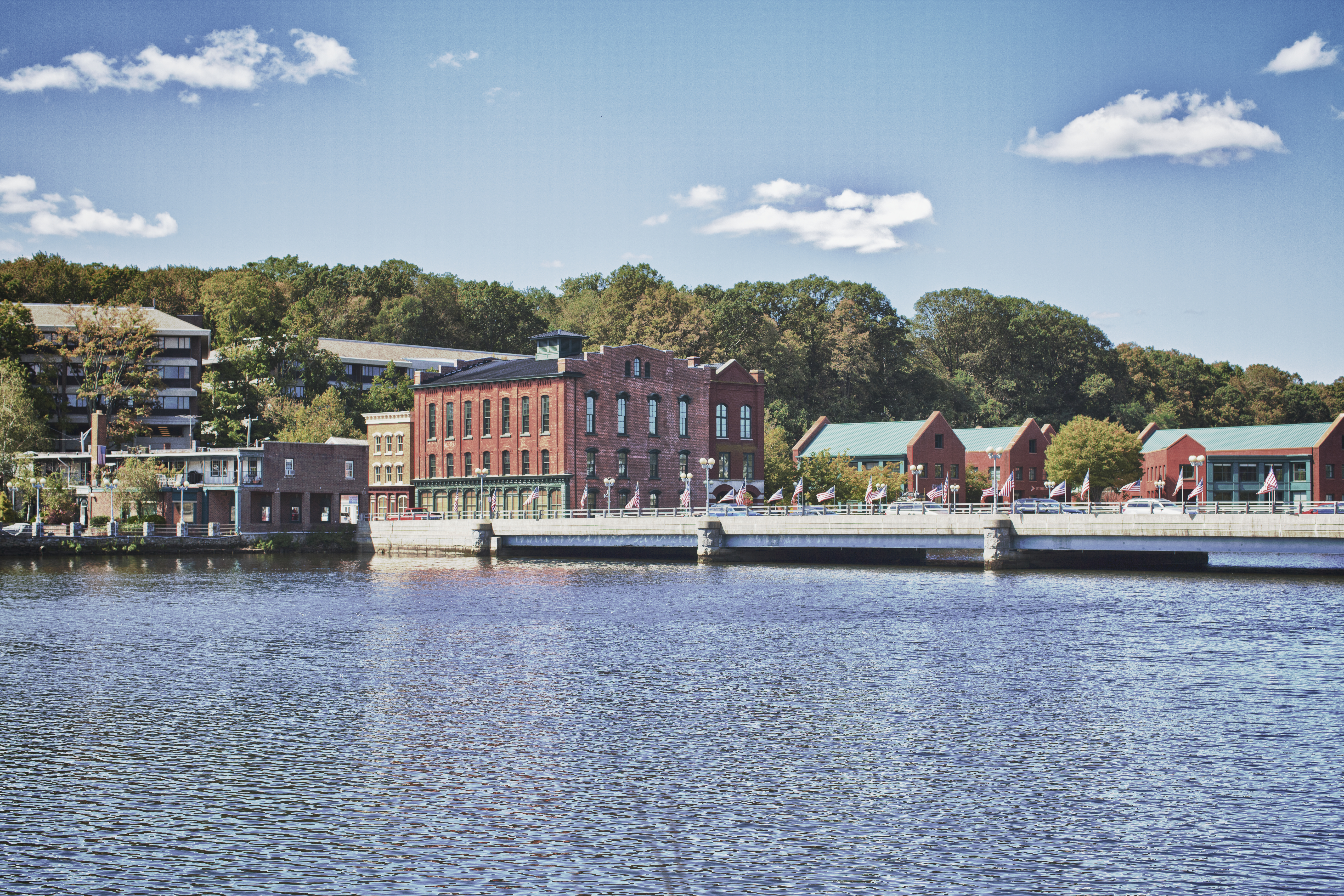
Saugatuck River, Westport (Connecticut)

Weitere Brücken sind (in der Reihenfolge von der Mündung zu Quelle):
- Auf dem Gebiet von Westport: Saugatuck River Railroad Bridge (Metro-North railroad), die Brücke der Interstate 95, Saugatuck River Bridge (s. o.), Ruth Steinkraus Cohen Bridge (U.S. Route 1), King's Highway (Route 57), Merritt Parkway, Burrs Bridge.
- Auf dem Gebiet von Weston: River Road, Cartbridge Road, Davis Hill Road, Valley Forge Road, Newtown Turnpike (Route 53).
- Auf dem Gebiet von Redding: Glen Road (Route 53), Redding Road (Route 53), Diamond Hill Road, Redding Road (zweimal), Station Road, Simpaug Turnpike, George Hull Hill Road.
- Auf dem Gebiet von Danbury: East Starrs Plain Road, West Redding Road, Starrs Plain Road (zweimal).

## Geschichte
Im 17. Jahrhundert befand sich eine Siedlung der Paugussett-Indianer. Der Name bedeutet „Fluss der hinausfließt“ in Paugusset. Das Land östlich des Flusses wurde 1637 für weiße Siedler eröffnet, nachdem die Pequot im Pequot-Krieg von Major John Mason (c. 1600–1672) besiegt worden waren. Nachdem mit den örtlichen Stämmen Verträge geschlossen waren, begannen Siedler der Connecticut Colony sich in dem Gebiet zwischen Saugatuck und dem Norwalk River festzusetzen (etwa 1639–1661). Im 18. Jahrhundert entwickelten sich mehrere Bauerndörfer entlang des Flusses, der zu dieser Zeit die Hauptverkehrsader darstellte. Im 19. Jahrhundert entstanden Lagerhäuser und Werften und das Ästuar wurde ein wichtiger Knotenpunkt für den Seehandel. Die Stadt Westport wurde 1835 aus dem Zusammenschluss des Dorfes Saugatuck an der Mündung des Flusses und mehreren anderen Dörfern gegründet.
1908 zog Samuel Clemens in eine Villa oberhalb des Flusses in Redding, die er „Stormfield“ nannte. Clemens starb 1910 und die ursprüngliche Villa Stormfield wurde 1923 durch ein Feuer zerstört.
Bridgeport Hydraulic Company Holdings (heute: Aquarion) stauten nach 1938 den Fluss bei Weston auf. Dazu musste das Dorf Valley Forge geräumt werden. Und es wurde das Saugatuck Reservoir geschaffen.

## Kultur
Der Song 157 Riverside Avenue von REO Speedwagon erwähnt den Fluss.
Secrets of Redding Glen, ein Kinderbuch von Jo Polseno beschreibt den natürlichen Jahreskreislauf an einem Abschnitt des Flusses in Chronik-Form.

Panorama von Saugatuck Bridge, Westport.